# D-Day (album)
D-Day (viết cách điệu là D-DAY) là album phòng thu đầu tay của nam rapper người Hàn Quốc Agust D hay còn được biết đến nhiều hơn dưới cái tên Suga của nhóm nhạc BTS. Album do công ty Big Hit Music phát hành vào ngày 21 tháng 4 năm 2023, đây là bản phát hành thứ 3 trong dãy bộ ba tác phẩm của nam rapper dưới bí danh solo Agust D, bao gồm các tác phẩm trước như mixtape Agust D (2016) và D-2 (2020). Được anh bắt tay thực hiện từ đầu năm 2020, album là thành quả hợp tác giữa anh và các nhạc sĩ như J-Hope, IU, Sakamoto Ryūichi và Woosung. Album có tổng cộng 10 bài hát, trong đó có bao gồm 2 đĩa đơn đã được phát hành để quảng bá cho dự án, ca khúc đầu tiên "People Pt. 2" cùng hợp tác với nữ ca sĩ IU, được phát hành vào ngày 7 tháng 4 và khúc thứ hai "Haegeum", được phát hành cùng ngày với album. Các video âm nhạc đi kèm của cả hai đĩa đơn, với video thứ 3 dự kiến sẽ được phát hành cho ca khúc thứ 4 của album mang tên "Amygdala" vào ngày 24 tháng 4.

## Sáng tác
Với những ca từ chứa đầy những "bình luận xã hội", "kích thích tư duy" và "những phản ánh cá nhân". D-Day có chủ đề về sự giải phóng và tự do trong album, với những hàm ý ẩn dụ như "giải phóng khỏi một cảm giác theo một cách nào đó...để quá khứ và tương lai...có thể kiểm soát chúng ta". Suga đã suy ngẫm về ý nghĩa của cả hai nhận định trên, cho dù những nhận định đó là "may mắn hay lời nguyền". Album cũng đã "khuyến khích người nghe nên tập trung về phía trước, thay vì nhìn về quá khứ với sự hối tiếc hay sợ hãi về tương lai". D-Day có một phong cách âm nhạc đa dạng, những ca khúc được đặc trưng từ những điệu boom bap, những khúc giọng Auto-Tune, những đoạn nhạc được chịu ảnh hưởng từ thể loại alternative rock và một bản piano mẫu của cố nhà soạn nhạc người Nhật Sakamoto Ryūichi.
Album mở đầu bằng ca khúc "D-Day", được bắt đầu là một đoạn những âm thanh đặc trưng bởi các nhạc cụ guitar bị bóp méo, không rõ ràng được chơi trong vài giây trước khi một dòng nhạc trap dữ dội nổi lên. Trong những đoạn điệp khúc đầu tiên của bài hát, với giọng điệu vui vẻ cùng với phong cách khinh bỉ đã miêu tả về cảm giác mãn nguyện của anh chỉ là một sự mặc khải "Rồi tương lai sẽ ổn thôi / OK, soi gương và tôi không thấy đau" và "D-Day đang đến, thật là một ngày tốt lành". Sau đó, anh phải cố vượt qua những "vòng xoáy suy nghĩ", bày tỏ với ý muốn "không bị ràng buộc với quá khứ của chính mình", đã được thể hiện qua những câu như "Trong một thế giới đầy thù hận / Hận thù đến mức vô dụng / Hoa sen nở rực rỡ trong bùn" hoặc "Đừng nuối tiếc quá khứ, đừng sợ hãi tương lai / Mong bạn sẽ tránh va chạm và tổn thương đủ nhiều".
Ca khúc thứ hai đồng thời cũng là đĩa đơn thứ hai của album "Haegeum". Bài hát đem đến những đoạn nhạc khá tương đồng với ca khúc năm 2020 "Daechwita" từ D-2. Bao gồm cả kết cấu khi sử dụng một loại nhạc cụ truyền thống khác của Hàn Quốc, một cây vĩ cầm hai dây được gọi là haegeum, loại nhạc cụ này cũng đã được chơi trong ca khúc. Đây là một bài hát mang phong cách hip hop nặng nề, với tiêu đề mang hàm ý là một cách chơi chữ đề cập đến cả nhạc cụ và cả cách giải thích về phong trào giải phóng và ủng hộ tự do trong một thực tế mà vốn đã được xây dựng dựa trên những kỳ vọng và các hạn chế bất thành văn của xã hội lặp lại trong văn hóa trực tuyến ngày nay" đặc biệtl là đối với bài hát. Trước khi đến đoạn điệp khúc cuối của ca khúc, Agust D đã yêu cầu người nghe phải tự đặt ra câu hỏi khi nói đến sự giải phóng của chính họ ("Rốt cuộc thứ gì đang hạn chế chúng ta? / Hay chúng ta lại hạn chế với chính mình / Nô lệ cho chủ nghĩa tư bản / Nô lệ cho đồng tiền hay nô lệ cho hận thù, định kiến"). Ngoài ra, bài hát còn đề cập đến vai trò của họ đối với quyền lợi của người khác bằng cách tạo ra một trường hợp để xóa bỏ cho những 'thứ vô nghĩa' gây xen lẫn giữa trên mạng và thực tế ("Quyền tự do ngôn luận / Là lý do dẫn đến cái chết của ai đó / Đó có còn là quyền tự do không?").
Trong ca khúc thứ ba "Huh?!", có màn kết hợp với thành viên cùng nhóm của BTS là J-Hope, một bài hát hợp tác mang một số nét chủ đạo và phong thái đến từ ca khúc "Haeguem". Được mở đầu qua vài khúc nhạc drill đen tối trong khi Agust D vừa đọc rap một cách nghiêm túc và nói rằng "Bạn thì biết cái quái gì về tôi? / Mẹ kiếp mà bạn nghĩ là bạn biết về tôi", sau đó cả hai rapper đều có những lời ca của riêng mình nhằm kêu gọi sự lan truyền của những quan niệm sai lầm và thông tin sai lệch, đặc biệt là thông tin về chính họ, từ các trang mạng trực tuyến cho đến các phương tiện truyền thông khi có đến hàng triệu tin tức và tin đồn, giống như một nhân vật phản diện trong thời đại truyền thông. Câu hát của J-Hope được cất lên với một chất giọng giống như rơi vào một "tiếng thì thầm đe dọa", mang đến sự tương phản về mặt âm thanh so với kỹ thuật rap "giao hàng khẩn cấp" ("urgent delivery") của Suga. Đoạn điệp khúc mở đầu "Bạn thì biết cái quái gì về tôi?" đã được lặp lại trong suốt quá trình phát triển của bài hát cho đến kết thúc.
Nam rapper cũng đã thể hiện về khả năng thanh nhạc của mình trong ca khúc thứ tư "Amygdala", một bài hát có phong cách nhạc nhẹ nhàng hơn, với những tiếng guitar, những tiếng hòa âm được xen kẽ và nối tiếp nhau với một vài thời điểm âm u. Lời bài hát đã kể lại câu chuyện về những khoảnh khắc đau đớn khác nhau trong suốt cuộc đời của Suga, từ ca phẫu thuật tim của mẹ anh, lần đến bệnh viện sau khi anh chào đời, tai nạn trong thời niên thiếu dẫn đến chấn thương vai, và cha của anh được chẩn đoán mắc bệnh ung thư gan. Từng suy nghĩ về cảm xúc của anh đã được thể hiện hết qua những câu điệp khúc "Những điều tôi không muốn xảy ra / Những điều nằm ngoài tầm tay của tôi / Đưa nó vào từng cái một" với một chất giọng "thô và khàn", lời bài hát trên đã miêu tả Suga đang cố gắng cầu xin cái hạch hạnh nhân vốn là trung tâm xử lý chấn thương của não của mình rằng “Hãy giải thoát tôi / Hạch hạnh nhân của tôi / Xin hãy kéo tôi lên”. Với từng kỹ thuật Auto-Tune được áp dụng trên các đoạn riff rock và các đoạn nhịp ngắt của ca khúc để tô điểm thêm các vết nứt cảm xúc. Agust D đã đặt câu hỏi về mục đích của những nỗi đau đó và cố gắng để khẳng định bản thân "Liệu những nỗi đau này có phải là cho tôi? / Thứ không giết được tôi sẽ chỉ khiến tôi mạnh mẽ hơn / Bây giờ tôi đang nở rộ như một bông hoa sen", nói rằng tất cả những tổn thương của anh đã dẫn đến một sự tái sinh kiên cường và cháy bỏng, những ý tưởng đã thúc đẩy anh để có thể vượt qua những thời khắc khó khăn. Có thể thấy ca khúc đã làm ví dụ cho "sợi dây kết nối" và tính cơ bản của album, đồng thời ca khúc cũng là một "điểm chuyển tiếp" giữa album khi các bài hát sau đó đã mang phong thái nhẹ nhàng hơn so với những bài hát ở đầu album.
Trong ca khúc thứ năm "SDL", Agust D đã tự đặt câu hỏi khi "liệu nỗi nhớ về tình yêu đã thất lạc có thể bị nhầm lẫn với chính tình yêu hay không". Maura Johnston từ tờ Rolling Stone đã nhận định bài hát giống như là một "rãnh trơn tru" với "một khía cạnh đáng suy ngẫm". Bài hát được chơi cùng với guitar và một vài đoạn nhạc từ đàn organ được lướt qua một cách nhanh chóng.

## Đánh giá chuyên môn
| Đánh giá chuyên môn | Đánh giá chuyên môn |
| Điểm trung bình     | Điểm trung bình     |
| Nguồn               | Đánh giá            |
| ------------------- | ------------------- |
| Metacritic          | Chưa xếp hạng       |
| Nguồn đánh giá      |                     |
| Nguồn               | Đánh giá            |
| AllMusic            | [ 10 ]              |
| Consequence         | 91/100              |
| NME                 | [ 5 ]               |
| The Quietus         |                     |
| Rolling Stone       | 80/100              |

D-Day đã được đón nhận vô cùng tích cực bởi các nhà phê bình âm nhạc. Rhian Daly viết cho tạp chí NME đã chấm 5 sao cho album, viết rằng D-Day là một album có tính khuôn mẫu "phong phú và đa dạng" khẳng định "không ai có thể bắt chước được phong thái của Suga - hoặc Agust D", khi album đã tự cho bản thân là "một thế lực không thể ngăn cản, mang tính kích thích tư duy". Người viết thêm rằng album có một sự thay đổi trạng thái từ tức giận đến những cảm xúc cũ đầy chông gai đã được thể hiện trong nhiều tác phẩm solo trước đây của Suga. Daly đã nhận định rằng, trong khoảng thời gian này, thay vào đó Agust D đã "tự giải phóng bản thân và đang tiến bước hoàn toàn đến vai trò của một nhà thông thái, một nhà bình luận xã hội và có thể là người bảo vệ". Cô đánh giá album đã kết thúc với một phong độ đỉnh cao cho dãy bộ ba tác phẩm của Suga và đã chọn bài hát "Amygdala" chính là ca khúc nổi bật nhất trong album, đặc biệt là từ chủ đề "đau lòng" trong ca khúc và giải pháp mà rapper phải đối mặt với quá khứ đau buồn của bản thân.
Giống như Daly, Mary Siroky từ tạp chí Consequence cũng đã chọn bài hát "Amygdala" là một trong những bài hát nổi bật nhất trong album. Ngoài ra, cô cũng đánh giá ca khúc "Snooze" và "Haegeum" trong album là "một số tác phẩm của SUGA mà thực sự hay nhất, nếu tính theo góc độ thanh nhạc thì nó chắc chắn sẽ là tác phẩm hay nhất của anh". Nhưng ngược lại, cô lại cảm thấy rằng ca khúc "SDL" và "People Pt. 2" là "những ca khúc ít đáng nhớ hơn trong album" và nó "có cơ chế không gắn bó nhiều như những bài hát khác trong album". Cô đã nhận định rằng "sự trong trẻo mà Suga đã có được khi nói đến nghệ thuật của anh" đều đã được bắt nguồn từ nhiều năm mài giũa kỹ năng với tư cách là một nghệ sĩ và cũng là một nhạc sĩ, những kỹ năng đó mà sau này đã tạo nên một album kỷ lục mà chỉ có thể đánh giá từ tốt đến xuất sắc, những kỹ năng đó thực sự rất hiếm ngay cả đối với những người không phải là người Hàn Quốc. Cô viết thêm rằng, khi người nghe lần đầu tiên trải nghiệm album thì album sẽ là một cuộc hành trình bằng âm thanh kể lại về câu chuyện mà do chính Suga tạo ra và kết thúc theo một cách tuyến tính và gắn kết. Siroky đã kết luận album qua một câu đánh giá rằng "mặc dù thời gian của Agust D dường như đã kết thúc trong bối cảnh của dãy bộ ba tác phẩm, nhưng album này giống như là một lời tạm biệt mà nhân vật phải xứng đáng nhận được và sẽ là tác phẩm mà mọi người sẽ hướng đến trong nhiều năm sắp tới".

## Diễn biến thương mại
Theo Bảng xếp hạng Hanteo, trong ngày đầu tiên phát hành, album D-Day đã bán được tổng cộng 1.072.311 bản trên toàn cầu, vượt qua kỷ lục trước đó của thành viên cùng nhóm Jimin khi ra mắt album solo Face vào ngày 24 tháng 3 đã bán được 1.021.532 bản trong ngày đầu tiên phát hành. Đưa Agust D trở thành nghệ sĩ solo Hàn Quốc đứng thứ 2 trong lịch sử Bảng xếp hạng Hanteo vượt mốc 1 triệu bản tiêu thụ trong ngày đầu tiên phát hành, chỉ đứng sau Jimin.
Tại Nhật Bản, album đã ra mắt ở vị trí đầu bảng trên Bảng xếp hạng Oricon Albums Chart hàng ngày, với tổng cộng 111.621 bản đã được bán ra vào ngày 21 tháng 4 năm 2023. Trong đó, 8 trên 10 bài hát trong album đã ra mắt ở vị trí top 20 theo số phát hành hàng ngày tương ứng của Bảng xếp hạng Digital Singles Chart. Ca khúc "Haegeum" đã ra mắt ở vị trí thứ 3 với doanh số 3.524 bản trong ngày đầu tien phát hành; "Snooze" ra mắt ở vị trí thứ 13; Huh?! ở số 14; "D-Day" ở vị trí thứ 15; "Life Goes On" ở vị trí thứ 17; "Amygdala" ở vị trí thứ 18; "SDL" ở vị trí thứ 19; và "Polar Night" ở vị trí thứ 20.

## Danh sách ca khúc
| Danh sách ca khúc cho album D-Day | Danh sách ca khúc cho album D-Day                  | Danh sách ca khúc cho album D-Day                                    | Danh sách ca khúc cho album D-Day | Danh sách ca khúc cho album D-Day |
| STT                               | Nhan đề                                            | Sáng tác                                                             | Nhà sản xuất                      | Thời lượng                        |
| --------------------------------- | -------------------------------------------------- | -------------------------------------------------------------------- | --------------------------------- | --------------------------------- |
| 1.                                | "D-Day"                                            | Agust D Vincent Watson 2Live                                         | Watson 2Live                      | 3:31                              |
| 2.                                | "Haegeum" (해금)                                   | Agust D                                                              | Agust D                           | 2:48                              |
| 3.                                | "Huh?!" (hợp tác với J-Hope)                       | Agust D El Capitxn J-Hope                                            | Agust D El Capitxn                | 3:03                              |
| 4.                                | "Amygdala"                                         | Agust D El Capitxn                                                   | El Capitxn                        | 4:11                              |
| 5.                                | "SDL"                                              | Agust D El Capitxn                                                   | Agust D El Capitxn                | 2:51                              |
| 6.                                | "People Pt. 2" (hợp tác với IU)                    | Agust D El Capitxn                                                   | El Capitxn                        | 3:33                              |
| 7.                                | "Polar Night" (tiếng Hàn: 극야; Romaja: Geugya)    | Agust D El Capitxn Kang Seung-won                                    | Agust D El Capitxn                | 2:45                              |
| 8.                                | "Interlude: Dawn"                                  | Agust D El Capitxn                                                   | Agust D El Capitxn                | 1:45                              |
| 9.                                | "Snooze" (hợp tác với Sakamoto Ryūichi và Woosung) | Agust D El Capitxn Sakamoto Woosung                                  | El Capitxn                        | 4:24                              |
| 10.                               | "Life Goes On"                                     | Agust D El Capitxn Pdogg RM Blvsh Chris James Antonina Armato J-Hope | El Capitxn                        | 3:17                              |
| Tổng thời lượng:                  | Tổng thời lượng:                                   | Tổng thời lượng:                                                     | Tổng thời lượng:                  | 32:13                             |

Ghi chú
- Bản mẫu của ca khúc "Life Goes On" được lấy từ bài hát cùng tên của BTS trích từ album phòng thu năm 2020 Be.

## Bảng xếp hạng
| Bảng xếp hạng (2023)                     | Thứ hạng |
| ---------------------------------------- | -------- |
| Album Úc (ARIA)                          | 4        |
| Album Hà Lan (Album Top 100)             | 16       |
| Album Phần Lan (Suomen virallinen lista) | 13       |
| Album Đức (Offizielle Top 100)           | 3        |
| Album Ireland (IRMA)                     | 72       |
| Album Ý (FIMI)                           | 7        |
| Album Lithuania (AGATA)                  | 3        |
| Album Nhật Bản (Oricon)                  | 2        |
| Album Nhật Bản (Oricon Digital)          | 1        |
| Album Nhật Bản (Oricon Combined)         | 2        |
| Album Nhật Bản (Billboard Hot)           | 2        |
| Album Hàn Quốc (Circle)                  | 1        |
| Album Thụy Điển (Sverigetopplistan)      | 55       |
| Album Anh Quốc (OCC)                     | 41       |

## Lịch sử phát hành
| Quốc gia | Ngày phát hành      | Định dạng                          | Phiên bản                       | Hãng đĩa | Nguồn  |
| -------- | ------------------- | ---------------------------------- | ------------------------------- | -------- | ------ |
| Toàn cầu | 21 tháng 4 năm 2023 | CD tải kỹ thuật số phát trực tuyến | Bản thường Weverse Album        | Big Hit  | [ 31 ] |
| Hoa Kỳ   | 21 tháng 4 năm 2023 | CD tải kỹ thuật số phát trực tuyến | Bản thường Weverse US Exclusive | Big Hit  | [ 32 ] |
| Nhật Bản | 22 tháng 4 năm 2023 | CD tải kỹ thuật số phát trực tuyến | Bản thường                      | Big Hit  | [ 33 ] |
| Hoa Kỳ   | 11 tháng 5 năm 2023 | Tải kỹ thuật số phát trực tuyến    | Weverse Album                   | Big Hit  | [ 32 ] |